# Hungerburgbahn
Le Hungerburgbahn est un funiculaire situé à Innsbruck en Autriche qui permet de relier le centre-ville au quartier de Hungerburg situé dans les hauteurs de la ville. Il est inauguré en 2007 et remplace un ancien funiculaire sur une partie de son tracé. La ligne du Hungerburgbahn présente plusieurs particularités. D'une part, elle est composée d'un tronçon totalement plat, de deux tunnels et d'un pont à haubans au-dessus de l'Inn. D'autre part, l'architecture des gares, conçues par l'architecte irako-britannique Zaha Hadid,,, est résolument contemporaine.

## Histoire

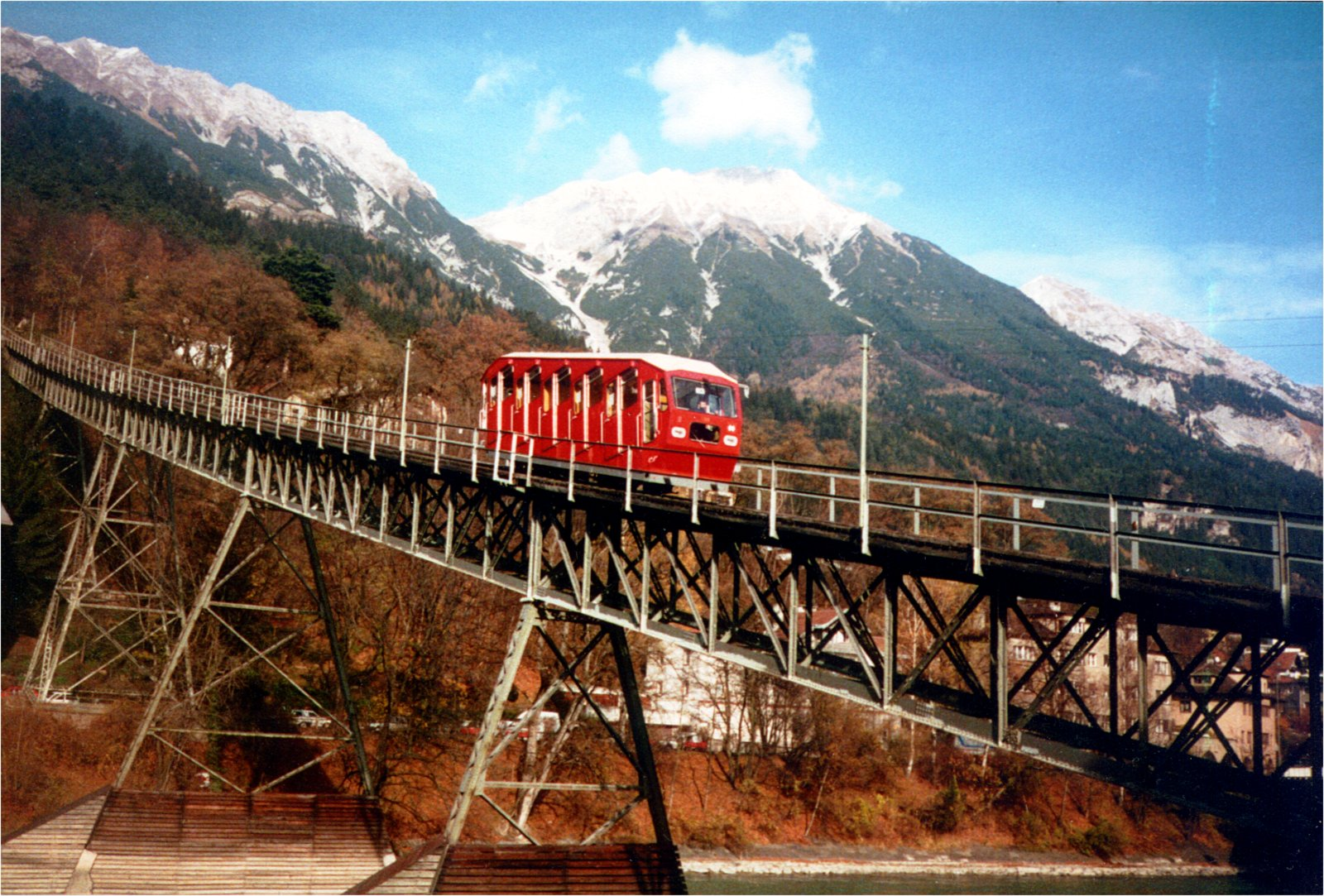
Ancien funiculaire au-dessus de l'Inn.

C'est en 1906 que fut inauguré le premier funiculaire permettant de relier la ville d'Innsbruck au plateau d'Hungerburg. Il permettait aux touristes d’accéder au plateau en évitant d'emprunter les chemins difficiles. Ce funiculaire présentait une longueur de 840 mètres et une pente maximale de 50 %. La station inférieure était située à l'extérieur du centre-ville et implantée au bord de L'Inn. Un viaduc métallique permettait de franchir la rivière juste à la sortie de la station. 

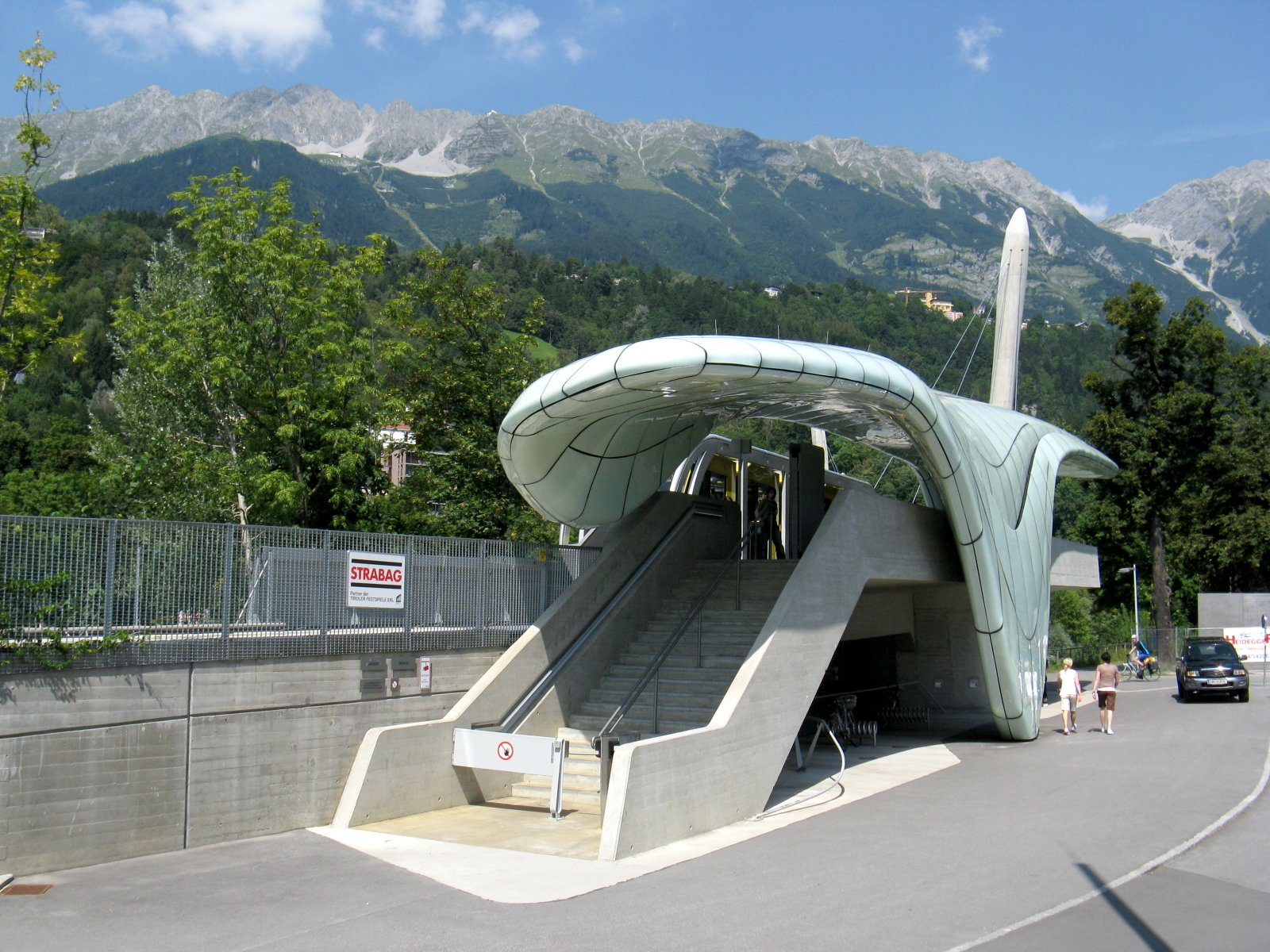
Station "Lôwenhaus".

Le funiculaire ferma temporairement en 1957 pour effectuer une rénovation importante et rouvrit un an plus tard en 1958. Les anciens véhicules furent remplacés pour laisser place à des nouveaux permettant d'accueillir plus de personnes, la salle des machines fut reconstruite et le tracé de la ligne fut modifié pour remplacer l'ancien rayon de courbure serré dans la partie supérieure par un rayon plus large.
Malgré une dernière rénovation des véhicules en 1982, la fréquentation du funiculaire baissa petit à petit en raison de la vitesse progressivement réduite et de la concurrence du réseau routier avec l'automobile et les bus urbains. C'est donc au cours des années 1980 que furent présentés divers projets pour remplacer la remontée peu performante. Parmi eux, le "Metro Alpin", un funiculaire souterrain permettant de relier directement la ville d'Innsbruck à la station Seegrube située à 1 905 mètres d'altitude, mais aussi le projet "Golden Line", une télécabine urbaine en deux tronçons reliant le centre-ville à Hungerburg avec une station intermédiaire au niveau de l'actuelle station "Löwenhaus". Mais ces projets furent jugés peu rentables et aucun d'eux ne fut retenu.
Finalement, le projet retenu consiste à la construction d'un nouveau funiculaire aérien et souterrain avec un total de quatre stations, dont deux intermédiaires avec deux stations situées en centre-ville, une pour desservir le zoo alpin et enfin la station supérieure située à Hungerburg. L'ancien funiculaire fut définitivement arrêté le 8 décembre 2005. La construction du nouveau funiculaire fut confiée à la société de remontées mécaniques italienne Leitner et la remontée fut inaugurée le 1er décembre 2007.

## Description de la ligne

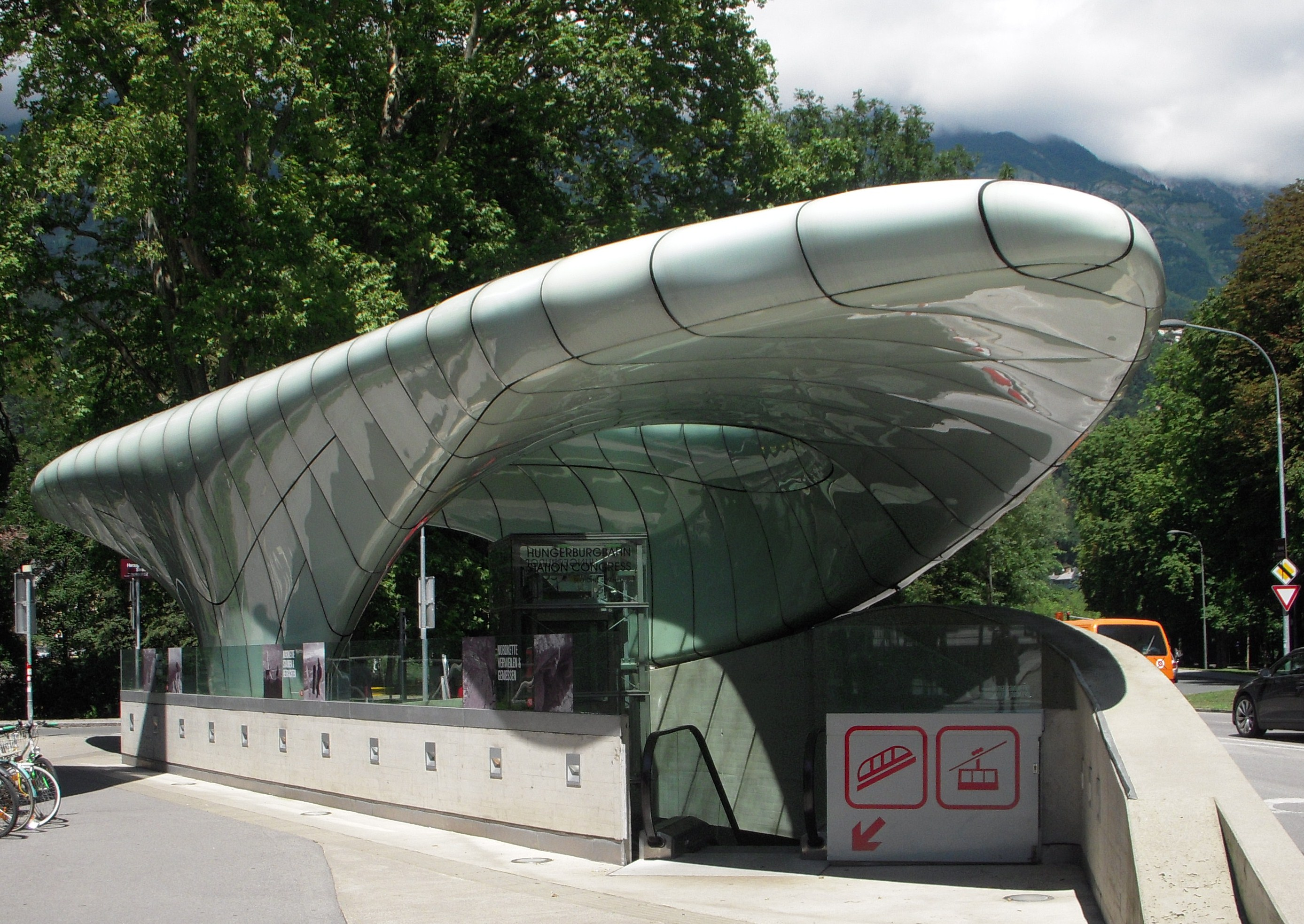
Station souterraine « Congess ».

La ligne du Hungerburgbahn dispose de quatre stations, dont deux intermédiaires, dont le dessin a été conçu par l'architecte Zaha Hadid. Elle présente une longueur totale de 1 838 mètres ainsi qu'un dénivelé de 288 mètres.

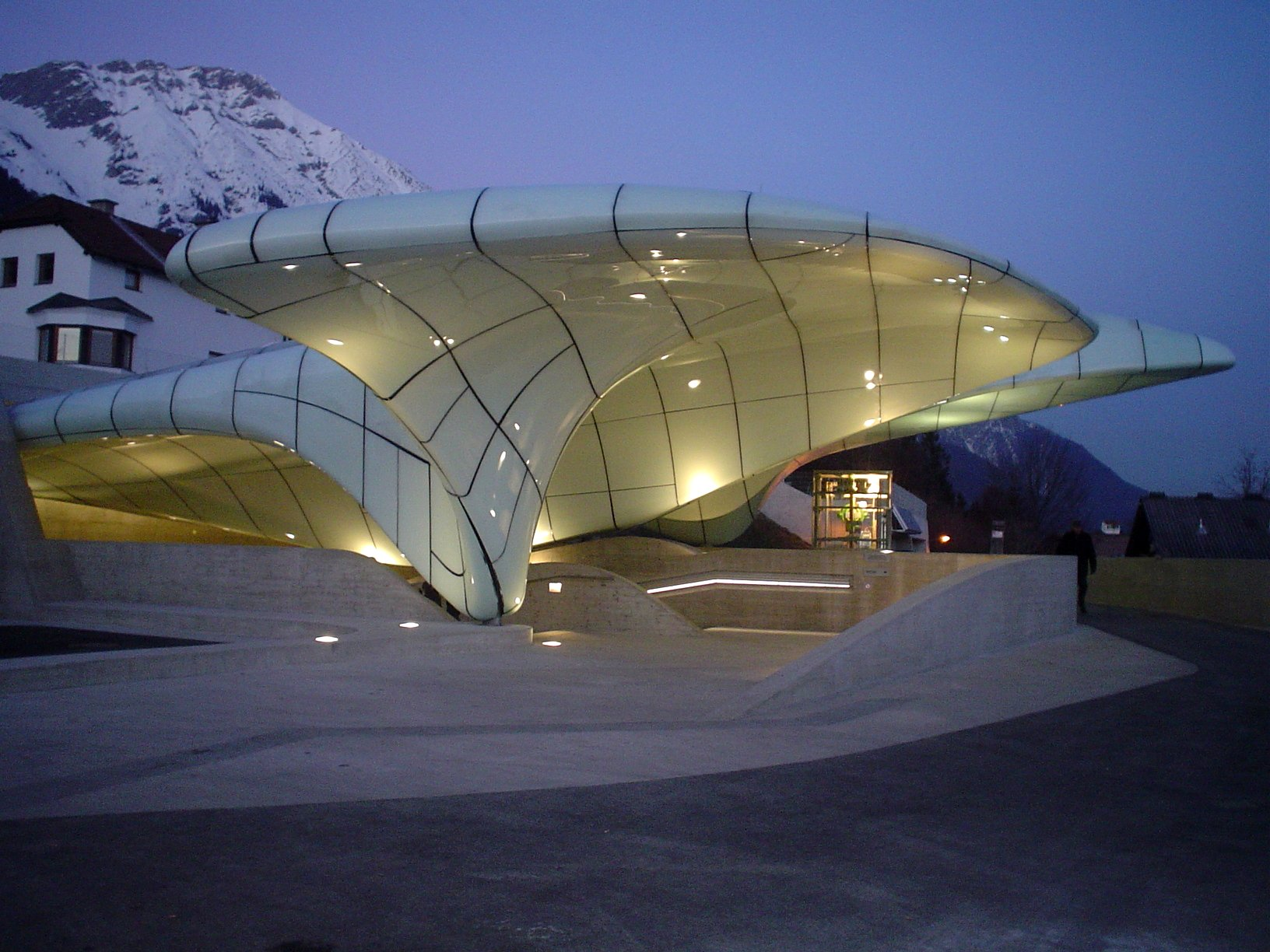
Station supérieure « Hungerburg ».

La station inférieure nommée « Congress » est la seule de la ligne à être enterrée. Elle est située dans le centre-ville d'Innsbruck, à 579 mètres d'altitude, sous l'allée Rennweg et à proximité du Palais des congrès et du Tiroler Landestheater. La première section de la ligne longue de 372 mètres est souterraine et presque entièrement plate. La ligne devient aérienne juste avant la première station intermédiaire, appelée Löwenhaus (Maison des lions),  qui se situe au nord du centre-ville, le long de l'Inn. Sur la deuxième section, la ligne commence par franchir l'Inn sur un pont à haubans de 241 mètres de long, ouvrage unique pour une ligne de funiculaire, puis s’engouffre dans un deuxième tunnel long de 445 mètres où se trouve le milieu de la ligne avec l'évitement à deux voies. De plus, c'est à l'entrée de ce tunnel que la ligne prend réellement de la dénivellation. Elle refait ensuite surface sur un pont métallique, avant d'aboutir à la station "Alpennzoo", deuxième station intermédiaire, à 750 mètres d'altitude, qui permet de desservir le zoo alpin. Cette station présente la particularité d'être surélevée d'une dizaine de mètres par rapport au sol. Sur la troisième section, la ligne est presque entièrement installée sur un pont métallique et présente sa déclivité la plus importante. Environ 100 mètres avant l'arrivée, elle rejoint le tracé de l'ancien funiculaire de 1906 dont les rails sont encore visibles, puis finit son parcours à la station supérieure Hungerburg, à 857 mètres d'altitude, qui dessert le quartier du même nom. Depuis cette station les passagers peuvent continuer leur ascension en empruntant le téléphérique de la Seegrube puis celui du Hafelekar.

## Véhicules
Le Hungerburgbahn est constitué de deux véhicules, l'un revêtu d'une livrée jaune et l'autre d'une livrée bleue. Les convois offrent cinq cabines pouvant accueillir chacune 26 personnes, portant ainsi la capacité totale d'un convoi à 130 personnes. En raison de la pente irrégulière de la ligne, qui varie de 0 à 50 % de déclivité, les cabines s'inclinent à l'aide de vérins hydrauliques afin de maintenir les passagers à l'horizontale.